# هينريتش هينكل
هينريتش هينكل (بالألمانية: Heinrich Henkel)‏ هو مؤرخ موسيقى ‏ وملحن ألماني، ولد في 16 فبراير 1822 في فولدا في ألمانيا، وتوفي في 10 أبريل 1899 في فرانكفورت في ألمانيا.

## وصلات خارجية
- هينريتش هينكل على موقع ميوزك برينز (الإنجليزية)